# Pantelis Hatzidiakos
Pantelis Hatzidiakos (også Chatzidiakos, græsk Παντελής Χατζηδιάκος, født 18. januar 1997) er en græsk professionel fodboldspiller, der spiller som midterforsvarer for den danske superligaklub F.C. København og det græske landshold. Han har tidligere spillet for den italienske Serie A-klub Cagliari og for nederlandske AZ Alkmaar.

## Klubkarriere

### AZ Alkmaar
Hatzidiakos spillede som ungdomsspiller i græske Panathinaikos, men skrev i januar 2015 en tre-årig kontrakt med hollandske AZ Alkmaar. Han blev hollandsk mester med AZ's U/6-hold, og var i 2017 med til at vinde Tweede Divisie med Jong AZ og derved sikre oprykning til Eerste Divisie . Han fik debut for AZ's førstehold i 2017 og spillede i klubbens kampe i både Champions League og Europa League.
I sæsonen 2018-19 spillede han fast i AZ's forsvar. I september 2019 pådrog han sig en korsbåndsskade og har ude i en periode. Han forlængede i februar 2020 kontrakten med AZ til sommeren 2024.

### Cagliari
Den 1. september 2023 underskrev Hatzidiakos en fireårig kontrakt med italienske Cagliari, der aktiverede dennes frikbsklausul på €2 mio.

### F.C. København
Den 2. september 2024 blev det offentliggjort, at Hatzidiakos skiftede til den danske klub F.C. København på en lejeaftale gældende for sæsonen 2024-25. 
I sommerpausen 2025 udnyttede FCK købsoptionen på Hatzidiakos, og indgik herefter en kontrakt gældende til sommeren 2028.

## Landsholdskarriere
Som søn af en græsk far og en hollandsk mor var Hatzidiakos berettiget til at spille for både Grækenland og Holland. Han spillede for det hollandske U/16-hold, men skiftede til Grækenland ,hvor han spillede for Grækenlands U/21-hold.
Han fik debut for det græske A-landshold den 12. oktober 2019 i en kamp mod Italien i Rom til EM 2020-kvalifikationen, hvor han var i startopstillingen og spillede hele kampen.

## Eksterne links
- Pantelis Hatzidiakos' spillerprofil hos UEFA (engelsk)
- Pantelis Hatzidiakos' profil hos EU-football.info (engelsk)
- Pantelis Hatzidiakos' spillerprofil på Transfermarkt (engelsk)
- Pantelis Hatzidiakos' spillerprofil på national-football-teams.com (engelsk)
- Pantelis Hatzidiakos' profil på WorldFootball.net (engelsk)
- Pantelis Hatzidiakos' spillerprofil på Soccerbase.com (engelsk)
- Pantelis Hatzidiakos' profil hos FootballDatabase.eu (engelsk)
- Pantelis Hatzidiakos' spillerprofil på Soccerway (engelsk)
- Pantelis Hatzidiakos' profil hos as.com (spansk)

- Karrierestatistik - Voetbal International